# 14571 Caralexander
A 14571 Caralexander (ideiglenes jelöléssel 1998 QC45) a Naprendszer kisbolygóövében található aszteroida. A LINEAR projekt keretében fedezték fel 1998. augusztus 17-én.